# Sumaré
Sumaré is een gemeente in de Braziliaanse deelstaat São Paulo. De gemeente telt 273.007 inwoners (schatting 2017).

## Aangrenzende gemeenten
De gemeente grenst aan Campinas, Hortolândia, Monte Mor, Nova Odessa, Paulínia en Santa Bárbara d'Oeste.